# Petar Mićin
Petar Mićin (ur. 29 września 1998 w Nowym Sadzie) – serbski piłkarz występujący na pozycji pomocnika we włoskim klubie Udinese. Wychowanek Vojvodiny, w trakcie swojej kariery grał także w takich zespołach, jak Čukarički oraz Chievo. Młodzieżowy reprezentant Serbii.